# Joachim Brendel
Joachim Brendel Brendel (Ulrichshalben, 27 aprile 1921 – Colonia, 7 luglio 1974) è stato un aviatore tedesco che prestò servizio nella Luftwaffe durante la seconda guerra mondiale. Asso dell'aviazione, gli sono accreditate 189 vittorie aeree, ottenute nel corso di 950 missioni tutte condotte al fronte orientale. Ricevette per i suoi meriti la Croce di Cavaliere con Fronde di Quercia.
Fu il decimo miglior pilota tedesco al fronte orientale (al pari di Walter Schuck) nonché il diciottesimo in assoluto per numero di vittorie (189, a pari merito con Max Stotz).

## Biografia
Joachim Brendel nacque il 27 aprile 1921 a Ulrichshalben, vicino Weimar. Egli inizio la carriera operativa nella Luftwaffe nel 1941 in forza al I gruppo del Jagdgeschwader 51 (51º stormo caccia – I./JG 51 – schierato al fronte orientale) con il grado di Leutnant. Alla quarta missione registrò la sua prima vittoria, ma riuscì a ripetersi solo il 31 marzo 1942 dopo 116 missioni.
La carriera di Brendel subì un significativo cambiamento all'inizio del 1943: a febbraio aveva un totale di venti vittorie e il 9 luglio ne contava cinquanta; dopo il novantacinquesimo successo venne premiato con la Croce di Cavaliere, a cui si aggiunsero il 14 gennaio 1945 (quando era già stato promosso Hauptmann e nominato comandante del III gruppo del JG 51) le fronde di quercia dopo che il 16 ottobre 1944 aveva all'attivo centocinquantasei abbattimenti di aerei nemici.
Brendel conseguì la sua ultima vittoria il 25 aprile 1945, terminando la guerra con un totale di 189 vittorie, di cui più di 90 ai danni degli Šturmovik, che lo misero al primo posto nella classifica degli assi del JG 51 al fronte orientale.
Morì il 7 luglio 1974 a Colonia, all'età di 53 anni.